# Ophrys nelsonii
Ophrys nelsonii là một loài thực vật có hoa trong họ Lan. Loài này được Contré & Delamain mô tả khoa học đầu tiên năm 1965.